# 야모치촌
야모치촌(矢持村)은 일본 미에현 나가군에 설치되었던 촌이다. 현재의 이가시의 남동단에 해당한다.